# Misson
Misson é uma comuna francesa na região administrativa da Nova Aquitânia, no departamento Landes. Estende-se por uma área de 14,8 km². Em 2010 a comuna tinha 813 habitantes (densidade: 54,9 hab./km²).